# Солтан Пірмухаммедов
Пірмухамедов Солтан (туркм. Pirmuhamedow Soltan; 1946, село ім. Кірова, Ашхабадська область, Туркменська РСР, СРСР) — туркменський державний діяч, дипломат. З 1996 року і по 2012 рік був Надзвичайним і Повноважним Послом Туркменістану в Узбекистані.

## Біографія
Народився в селі ім. Кірова, Каахкинського району Ашхабадської області.
Закінчив Туркменський політехнічний інститут в 1969 році.
Трудову діяльність розпочав у 1964 році техніком інституту «Туркменгипрозем».
У 1969—1970 роках працював викладачем ТПТІ.
У 1970—1980 роках інструктор, заступник завідувача відділу ЦК, перший секретар райкому, Ашгабатського міськкому, обкому ЛКСМ Туркменістану.
У 1980—1986 роках заступник завідувача відділу Ашгабатського обкому, голова парткомісії при обкомі, перший секретар райкому партії.
В 1986—1991 роках працював головою Ашгабатського міськкому КНК, першим заступником завідувача оргвідділу ЦК, головою КПК при ЦК Компартії Туркменістану.
У 1991 році голова Комітету з міжреспубліканських відносин Ради Республік ЗС СРСР.
Завідувач оргвідділу Апарату Президента Туркменістану в 1991—1992 роках.
Перший секретар Ашгабатського шахеркому (міському) Демократичної партії Туркменістану в 1992—1995 роках.
У 1995 році призначений міністром культури Туркменістану.
З 1996 року займає посаду Надзвичайного і Повноважного Посла в Узбекистані, вручив вірчі грамоти Ісламу Карімову 11 квітня 1996 року. Був дуаєном дипкорпусу, акредитованого в Узбекистані. 25 травня 2012 звільнений з посади Надзвичайного і Повноважного Посла Туркменістану в Республіці Узбекистан у зв'язку з переходом на іншу роботу.

## Нагороди
- Орден «Алтин Асир» III ступеня
- Медаль «20 років Незалежності Туркменістану»[2]